# البلديات المركزية الصينية
البلدية المدارة مباشرة (直辖市; Zhíxiáshì؛ المعروفة باسم البلدية) هي مدينة في الصين تديرها الحكومة المركزية مباشرة ولا تتبع أي مقاطعات. هناك أربع بلديات في الصين: بكين وتيانجين وشانغهاي وتشونغتشينغ.
تشمل منطقة البلدية المدينة الرئيسية ومنطقتها الحضرية وعدد من الضواحي والمناطق الريفية المحيطة بالمدينة بكثير.

## التاريخ
وقت حكم جمهورية الصين كانت توجد 11 بلدية هي أكبر 11 مدينة بالبلاد هي انجينغ وشانغهاي وبكين وتيانجين وتشينغداو وتشونغتشينغ وشيان وغوانجو وهانكو (الن جزء من ووهان) وشنيانغ وهاربن. كانت داليان بلدية بالرغم من أنها كانت تحت السيطرة اليابانية. كانت تسمى هذه المدن في البداية تسمى بلديات (特别市; tèbiéshì) ولكن  تغير الاسم لاحقا إلى (院辖市; Yuànxiáshì) ثم البلديات الخاضعة للسيطرة المباشرة (直辖市; zhíxiáshì) وقتما أسست الحكومة المركزية لجمهورية الصين الشعبية.
بعد تأسيس جمهورية الصين الشعبية في عام 1949 أصبحت آنشان وبنشي وفوشون بينما خفض تصنيف مدينتي تشينغداو وداليان وهاربين إلى بلديات إقليمية. دمجت هانكو في ووهان وأصبحت بلدية تابعة لووهان. وبالتالي أصبح هناك 12 بلدية. أصبحت نانجينغ بلدية إقليمية تابعة لجيانغسو في نوفمبر 1952. أصبحت لودا التي نتجت عن اندماج داليان ولوشون في ديسمبر 1950 بلدية جديدة في مارس 1953. عادت هاربن بلدية وأصبحت تشانغتشون بلدية جديدة في يوليو 1953. باستثناء بكين وتيانجين، اللتين كانتا تحت حكم الحكومة المركزية، كانت البلديات الأخرى تتبع التقسيم الإداري الأعلى.

## الإدارة
أعلى مسؤول حكومي في البلديات هو رئيس البلدية. العمدة هو أيضا مندوب في المجلس الوطني لمجلس الشعب الصيني (الهيئة التشريعية) ونائب سكرتير اللجنة البلدية للحزب الشيوعي الصيني (CCP). ولكن أعلى سلطة إدارية في البلدية هو منصب سكرتير لجنة الحزب الشيوعي الصيني.

## البلديات الحالية
| أيزو 3166-2:CN | البلدية    | الصينية المبسطة | هنيو بينيين   | اختصار  | عدد السكان                           | المساحة (كم2)               | المقاطعات                                                                   | مقعد المدينة | المقاطعة الأصلية    | المحافظة الأصلية | المنطقة الأصلية |
| -------------- | ---------- | --------------- | ------------- | ------- | ------------------------------------ | --------------------------- | --------------------------------------------------------------------------- | ------------ | ------------------- | ---------------- | --------------- |
| CN-11          | بكين       | 北京市          | Běijīng Shì   | 京 jīng | 19,612,368                           | 16,801                      | List (16 مقاطعة)                                                            | Tongzhou     | خبي (أكتوبر 1949)   | Shuntian         | داشينغ          |
| CN-12          | تيانجين    | 天津市          | Tiānjīn Shì   | 津 jīn  | 12,938,224                           | 11,760                      | List (16 مقاطعة)                                                            | Hexi         | خبي (يونيو 1967)    | تيانجين          | Tianjin         |
| CN-31          | شانغهاي    | 上海市          | Shànghǎi Shì  | 沪 hù   | 23,019,148                           | 6,340                       | List (16 مقاطعة)                                                            | Huangpu      | جيانغسو (مارس 1927) | Songjiang        | Shanghai        |
| CN-50          | تشونغتشينغ | 重庆市          | Chóngqìng Shì | 渝 yú   | 28,846,170 (قلب المدينة: 16,240,026) | 82,300 (قلب المدينة: 6,268) | List (26 مقاطعة و8 مقاطعات و4 مقاطعات ذاتية الحكم) (قلب المدينة: 19 مقاطعة) | Yuzhong      | سيتشوان (مايو 1997) | Chongqing        | Ba              |

### الإدارة
| البلدية    | الحزب الشيوعي                       | الحزب الشيوعي | الهيئة التنفيذية                        | الهيئة التنفيذية | الهيئة التشريعية                      | الهيئة التشريعية |
| البلدية    | لجنة الحزب                          | سكرتير الحزب  | الحكومة                                 | المدير           | مجلس المدينة                          | عدد المقاعد      |
| ---------- | ----------------------------------- | ------------- | --------------------------------------- | ---------------- | ------------------------------------- | ---------------- |
| بكين       | Beijing Municipal Party Committee   | يين لي        | Beijing Municipal People's Government   | Yin Yong         | Beijing Municipal People's Congress   | 755              |
| تيانجين    | Tianjin Municipal Party Committee   | Chen Min'er   | Tianjin Municipal People's Government   | تشانغ قونغ ‏      | Tianjin Municipal People's Congress   | 706              |
| شانغهاي    | Shanghai Municipal Party Committee  | Chen Jining   | Shanghai Municipal People's Government  | Gong Zheng       | Shanghai Municipal People's Congress  | 855              |
| تشونغتشينغ | Chongqing Municipal Party Committee | Yuan Jiajun   | Chongqing Municipal People's Government | Hu Henghua       | Chongqing Municipal People's Congress | 860              |

## البلديات المركزية السابقة
| البلدية   | الاسم الصيني | بينيين        | اختصار  | الفترة                          | المقاطعة الأصلية                             | المحافظة الأصلية | المنطقة الأصلية   |
| --------- | ------------ | ------------- | ------- | ------------------------------- | -------------------------------------------- | ---------------- | ----------------- |
| جينغدو    | 京都市       | Jīngdū Shì    | 京 jīng | 1921–1927                       | Zhili (المقاطعة الحالية: خبي)                | Shuntian         | داشينغ            |
| جينغو     | 津沽市       | Jīngū Shì     | 津 jīn  | 1921–1927                       | Zhili (المقاطعة الحالية: خبي)                | تيانجين          | Tianjin           |
| سونغو     | 淞沪市       | Sōnghù Shì    | 沪 hù   | 1921–1927                       | جيانغسو                                      | Songjiang        | Shanghai          |
| تشينغداو  | 青岛市       | Qīngdǎo Shì   | 青 qīng | 1921–1927 و1929–1949            | شاندونغ                                      | Jiaozhou         | Jiao              |
| هاربن     | 哈尔滨市     | Hārbīn Shì    | 哈 hā   | 1921–1927 و1947–1949 و1953–1954 | Songjiang (المقاطعة الحالية: هيلونغجيانغ)    | Binzhou          | Bin               |
| هانكو     | 汉口市       | Hànkǒu Shì    | 汉 hàn  | 1921–1927 و1929–1931 و1947–1949 | خوبي                                         | Hanyang          | Hanyang           |
| ووشي      | 无锡市       | Wúxī Shì      | 锡 xī   | 1921–1927                       | جيانغسو                                      | Changzhou        | Wuxi              |
| هانغتشو   | 杭州市       | Hángzhōu Shì  | 杭 háng | 1921–1927                       | جيجيانغ                                      | Hangzhou         | Yuhang            |
| نينغبو    | 宁波市       | Níngbō Shì    | 甬 yǒng | 1921–1927                       | جيجيانغ                                      | نينغبو           | Yin               |
| أنكينغ    | 安庆市       | Ānqìng Shì    | 安 ān   | 1921–1927                       | آنهوي                                        | Anqing           | Huaining          |
| نانتشانغ  | 南昌市       | Nánchāng Shì  | 洪 hóng | 1921–1927                       | جيانغشي                                      | نانتشانغ         | Nanchang          |
| ووهان     | 武昌市       | Wǔchāng Shì   | 武 wǔ   | 1921–1927                       | خوبي                                         | Wuchang          | Jiangxia          |
| غوانجو    | 广州市       | Guǎngzhōu Shì | 穗 suì  | 1921–1927 و1930 و1947–1954      | غوانغدونغ                                    | Guangzhou        | Panyu Nanhai      |
| واتشو     | 梧州市       | Wúzhōu Shì    | 梧 wú   | 1921–1927                       | قوانغشي                                      | Wuzhou           | Cangwu            |
| نانجينغ   | 南京市       | Nánjīng Shì   | 宁 níng | 1927–1952                       | جيانغسو                                      | نانجينغ          | Jiangning         |
| شيان      | 西安市       | Xī'ān Shì     | 鎬 hào  | 1927–1954                       | شنشي                                         | Xi'an            | Chang'an          |
| ووهان     | 武汉市       | Wǔhàn Shì     | 汉 hàn  | 1927–1929 و1949                 | خوبي                                         | Hanyang Wuchang  | Hanyang Jiangxia  |
| جينغدو    | 北平市       | Jīngdū Shì    | 平 píng | 1928–1949                       | Zhili (المقاطعة الحالية: خبي)                | Shuntian         | داشينغ            |
| داليان    | 大连市       | Dàlián Shì    | 连 lián | 1947–1949                       | Andong/Liaodong (المقاطعة الحالية: لياونينغ) | Jinzhou          | Ninghai           |
| شنيانغ    | 沈阳市       | Shěnyáng Shì  | 沈 shěn | 1947–1954                       | Liaoxi (المقاطعة الحالية: لياونينغ)          | شنيانغ           | Fengtian          |
| آنشان     | 鞍山市       | Ānshān Shì    | 鞍 ān   | 1949–1954                       | Andong/Liaodong (المقاطعة الحالية: لياونينغ) | Liaoyang         | Haicheng Liaoyang |
| بنشي      | 本溪市       | Běnxī Shì     | 本 běn  | 1949–1954                       | Andong/Liaodong (المقاطعة الحالية: لياونينغ) | شنيانغ           | Benxi             |
| فوشون     | 抚顺市       | Fǔshùn Shì    | 抚 fǔ   | 1949–1954                       | Andong/Liaodong (المقاطعة الحالية: لياونينغ) | شنيانغ           | Fushun            |
| لودا      | 旅大市       | Lǚdà Shì      | 旅 lǚ   | 1950–1954                       | داليان (المقاطعة الحالية: لياونينغ)          | Jinzhou          | Ninghai           |
| تشانغتشون | 长春市       | Chángchūn Shì | 春 chūn | 1953–1954                       | جيلين                                        | Changchun        | Changchun         |